# Lukavec Sutlanski
Lukavec Sutlanski is een plaats in de gemeente Dubravica in de Kroatische provincie Zagreb. De plaats telt 158 inwoners (2001).